# チャールズ・フィッツロイ (第2代クリーヴランド公爵)
第2代クリーヴランド公爵および初代サウサンプトン公爵チャールズ・フィッツロイ（英語: Charles FitzRoy, 2nd Duke of Cleveland KG、1662年6月18日 - 1730年9月9日）は、イングランド王チャールズ2世の庶子で、バーバラ・パーマー（初代クリーヴランド女公爵）の長男。出生名はチャールズ・パーマー（Charles Palmer）。1670年までリムリック卿を、1670年から1675年までサウサンプトン伯爵を儀礼称号として使用した。

## 生涯
1662年にバーバラ・パーマー（当時はキャッスルメイン女伯爵）とイングランド王チャールズ2世の間で生まれ、6月18日にウェストミンスターの聖マーガレット教会で洗礼を受けた。洗礼に当たって、チャールズ2世、オックスフォード伯爵などが名付け親を務めた。1670年の特許状により母がサウサンプトン女伯爵とクリーヴランド女公爵に叙されたため、儀礼称号をリムリック卿からサウサンプトン伯爵に変更した。1673年4月1日にガーター勲章を授与され、1675年9月10日にバークシャーのニューベリー男爵、サセックスのチチェスター伯爵、そしてサウサンプトン公爵に叙された。1709年に母が死去すると、サリーのノンサッチ男爵、サウサンプトン伯爵、クリーヴランド公爵の爵位を継承した。1710年1月14日、クリーヴランド公爵として貴族院入りを果たした。
1691年にジェームズ2世の復位陰謀への関与を疑われ、1697年に宝くじの収入を元手に1,000ポンドの年金を与えられたほかはほとんど貴族院の議論にほとんど関わらなかったが、1700年のIrish Forfeitures and Land Tax Bill改正案撤回には反対した。1730年に死去、ウェストミンスター寺院に埋葬された。長男ウィリアムが爵位を継承した。

## 家族
1670年、初代準男爵サー・ヘンリー・ウッドの娘メアリー・ウッドと婚約した。婚約の条件は結婚式がメアリーが16歳になるまで延期されることであった。1671年にヘンリー・ウッドが死去すると、フィッツロイの母はメアリーを自身のほかの子供とともに育てた。フィッツロイとメアリーの結婚式は1679年に行われたが、メアリーはその数か月後に天然痘で病死した。
1694年、フィッツロイはサー・ウィリアム・ポルトニー（William Poultney）の娘アンと結婚、3男3女をもうけた。
- グレース（1697年3月28日 - ?） - 1725年、ヘンリー・ヴェーン（後の初代ダーリントン伯爵）と結婚
- ウィリアム（1698年2月19日 - 1774年5月18日） - 第3代クリーヴランド公爵
- チャールズ（1698年2月13日 - 1723年7月31日）
- ヘンリー（1701年8月17日 - 1709年）
- アン（1702年11月12日 - ?） - フランシス・パディと結婚
- バーバラ - 未婚のまま死去